# 世界を明るく照らしましょう
- KAMIGATA BOYZ
  - SUPER EIGHT > 世界を明るく照らしましょう
  - WEST. > 世界を明るく照らしましょう
  - なにわ男子 > 世界を明るく照らしましょう
  - Aぇ! group > 世界を明るく照らしましょう

『世界を明るく照らしましょう』（せかいをあかるくてらしましょう）は、KAMIGATA BOYZの楽曲。2024年9月18日にINFINITY RECORDSから配信限定シングルとしてデジタルリリースされ、同年12月27日にはCDシングルとしても発売された。

## 概要
- 前作『無責任でええじゃないかLOVE』から約4か月振りのリリース。
- SUPER EIGHTをはじめとする、STARTO ENTERTAINMENT所属の関西出身グループによる合同ユニット・KAMIGATA BOYZの第2弾シングルである[7][8][9]。
- 本作より、前作のリリース後にデビューしたAぇ! groupが本曲より同ユニットに加入し、メンバーの総数はSUPER EIGHT・WEST.・なにわ男子のメンバーと合わせ、全4組・計24人となった[7][8][9]。
- 本曲は、THE イナズマ戦隊の上中丈弥と久保裕行からの楽曲提供であり、底抜けに明るく笑顔で照らすポジティブソングとなっている[7][9][11][12]。
- 本曲は、2024年9月21日・22日に大阪・ヤンマースタジアム長居で開催されたKAMIGATA BOYZの合同野外ライブ『KAMIGATA BOYZ DREAM IsLAND 2024 〜やっぱこの街好っきゃねん〜』に先駆けリリースされた[7][8][9]。
- 本曲のアーティスト写真は、スタジアムを感じさせる青空をバックに全メンバー計24人が並び、凛々しく爽やかなビジュアルとなっている[7][8][9]。
- 前作と同様に、配信でのリリース後、同年12月27日にCDシングルとしてECサイト『ファミクラストア』限定で発売された[10]。
  - なお、前述の『KAMIGATA BOYZ DREAM IsLAND 2024』の開催を記念し、『「世界をきっちりバミりましょう」オリジナルマスキングテープ』が付属する、「超先行!特典」付きの予約受付が同年9月21日から22日まで実施された[10]。
  - 一般予約受付は同年9月26日から10月25日まで実施された[13]。
- CDシングルの特典Blu-rayには、表題曲「世界を明るく照らしましょう」のライブ・ミュージック・ビデオに加え、配信限定シングルとしての発売が発表される前に公開されたティザー映像「"KAMIGATA BOYZ" IS BACK [Official Teaser]」や、本作のスチール撮影や同映像撮影時のメイキング、さらに『KAMIGATA BOYZ DREAM IsLAND 2024』のリハーサルから本番にかけたメイキングやグループの垣根を超えた突撃企画が収められた「Behind the "KAMIGATA BOYZ"」を収録[14][15]。
  - さらに、特典映像として「丈&重presents TAKOYAKI BOYZ 2024 〜やっぱたこ焼き好っきゃねん〜」を追加収録[16]。
- CDの封入特典として、ライブフォトブックやオリジナルポストカード、オリジナルトレカなどを付属[15]。

## 販売形態
- 発売日：2024年9月18日
  - デジタル・ダウンロード（LCDA-0140）
- 発売日：2024年12月27日[注 1]
  - 通販限定盤（LCNC-0080~0081：CD+Blu-ray）
    - 「オリジナルダンボールBOX」封入。
    - 「4面8P ジャケット」仕様。
    - 「"KAMIGATA BOYZ　DREAM IsLAND 2024 〜やっぱこの街好っきゃねん〜" LIVE Photo Book」（52P）封入。
    - 「"KAMIGATA BOYZ"オリジナルポストカード」（ユニット仕様、4枚組）封入。
    - 「オリジナルトレカ」（ソロ24枚）封入。
    - 「オリジナルトレカBOX」封入。
    - 「「世界をきっちりバミりましょう」オリジナルマスキングテープ」封入[注 2]。

## プロモーション
- 2024年9月14日
  - 0時に「"KAMIGATA BOYZ" IS BACK [Official Teaser]」と題したティザー映像が公開された[17][7][9]。
  - 21時に本曲のデジタルリリースとAぇ! groupの加入、さらに計24人となったKAMIGATA BOYZのアーティスト写真が発表された[7][8][9]。
- 同年9月17日、本曲のジャケット写真が公開された[18]。
- 同年9月18日、本曲が配信限定シングルとしてデジタルリリースされた[7][8][9]。
- 同年9月18日より、大阪・御堂筋線の全20駅にて、本曲のアーティスト写真を使用した様々なビジュアルのポスターが各駅で順次掲載された[19][20]。
- 同年9月20日、本曲をCDシングルとして発売することが発表された[10]。
- 同年9月21日 - 22日、合同ライブ『KAMIGATA BOYZ DREAM IsLAND 2024 〜やっぱこの街好っきゃねん〜』の開催を記念し、「超先行!特典」と題した予約特典『「世界をきっちりバミりましょう」オリジナルマスキングテープ』が付属する予約受付が実施された[10]。
- 同年9月26日、CDシングルの一般予約受付が開始された[13]。
- 同年10月4日、特典映像の内容とパッケージ特典の詳細が一部公開された[15]。
- 同年10月15日、前述の『KAMIGATA BOYZ DREAM IsLAND 2024』のライブ当日の様子や未公開のリハーサル映像を編集した本曲のミュージック・ビデオが公開された[21]。
- 同年11月1日、CDシングルの特典映像やパッケージ仕様の追加詳細が公開された[16]。
- 同年11月25日、CDシングルの特典映像のティザー映像が公開された[22]。
- 同年12月11日、CDシングルのパッケージ展開写真が公開された[23][14]。
- 同年12月27日、本曲がECサイト『ファミクラストア』限定でCDシングルとして発売された[10]。

## チャート成績
- オリコンチャート
  - 初日11,698ダウンロードを記録し、2024年9月18日付の「オリコンデイリー デジタルシングル（単曲）ランキング」で初登場1位を獲得した[1]。
  - 初週14,549ダウンロードを記録し、2024年9月30日付の「オリコン週間 デジタルシングル（単曲）ランキング」で週間1位を獲得した[2][3]。
    - 2作連続、通算2作目の同チャート1位獲得となった[2]。
- Billboard JAPAN
  - 初週14,372ダウンロードを記録し、2024年9月25日公開の「Billboard Japan Download Songs」で週間1位を獲得した[4][5]。
    - 2作連続、通算2作目の同チャート1位獲得となった[4]。

  - 初週1,724ptを記録し、2024年9月25日公開の「Billboard Japan Hot 100」で週間43位を獲得した[6]。

## 収録曲

### CD
1. 世界を明るく照らしましょう - [3:53]
作詞：上中丈弥
作曲：久保裕行
編曲：大西省吾
  - THE イナズマ戦隊の上中丈弥と久保裕行からの楽曲提供[11][12]。
  - 2024年10月15日にMVが公開された[21]。

### 特典映像（通販限定盤）
| #  | タイトル                                                            | 作詞 | 作曲・編曲 |
| -- | ------------------------------------------------------------------- | ---- | ---------- |
| 1. | 「世界を明るく照らしましょう」(LIVE Music Clip)                     |      |            |
| 2. | 「"KAMIGATA BOYZ" IS BACK」(Official Teaser)                        |      |            |
| 3. | 「Behind the "KAMIGATA BOYZ"」                                      |      |            |
| 4. | 「丈&重presents TAKOYAKI BOYZ 2024 〜やっぱたこ焼き好っきゃねん〜」 |      |            |